# Višnjaška Gora
Višnjaška Gora (nemško Weißeneggerberg) je naselje v Občini Ruda v Okraju Velikovec na Koroškem v Avstriji.